# Natasha Parry
Natasha Parry (Londres, Inglaterra, 2 de dezembro de 1930-22 de julho de 2015) foi uma atriz britânica de cinema e teatro.
Em 1951 ela casou-se com Peter Brook, um diretor de teatro e cinema.
Irina Brook, a sua filha, também é actriz e directora de teatro.

## Filmografia selecionada
- Dance Hall (1950)
- Crow Hollow (1952)
- Knave of Hearts (1954)
- Windom's Way (1957)
- The Rough and the Smooth (1960)
- Midnight Lace (1960)
- The Fourth Square (1961)
- Girl in the Headlines (1963)
- Romeu e Julieta (1968)
- Meetings with Remarkable Men (1979)